# 内邬素巴
内邬素巴（藏語：སྣེའུ་ཟུར་པ་，威利转写：sne'u zur pa，1042年—1118年），本名益西拔（藏語：ཡེ་ཤེས་འབར་，威利转写：ye shes 'bar），藏传佛教噶当派僧人，属噶当派的教授派传承。
内邬素巴出生于内邬素地方，幼年时出家，擅长修定。26岁前往热振寺，师从热振寺第三代堪布、阿底峡的弟子衮巴哇。1082年衮巴哇圆寂后，他又师从博多哇。他还擅长于医术，尤其善于医治龙病（麻风病）。
后来他在内邬素建寺传法，讲授修法经论与阿底峡的《菩提道灯论》、《教次第论》等。他的主要弟子有杰贡钦波与绛曲格哉。